# Романовский мост
Зеленодольский железнодорожный мост (Романовский мост, Красный мост, Свияжский мост) — железнодорожный мост через Волгу между Зеленодольском и посёлком Нижние Вязовые.
Находится на 754 км перегона Свияжск — Зелёный Дол участка Канаш — Агрыз Горьковской железной дороги. На 1273 км р. Волга, считая от Московского Южного порта.
Первый, Романовский мост, построен в 1910—1913 годах по проекту инж. Белелюбского Н. А. и Пшеницкого А. П.
Длина моста 1063,2 м (схема 18,2 + 55 + 6×158,4 + 39,6 м).
Металлические полупараболические пролётные строения (фермы) с ездой понизу.
Высота судоходного пролёта: 21,2 м — от проектного уровня, 17,2 м — от нормального подпорного, 13,1 м — от расчётного уровня.
C сентября 2005 года УФСК «Мост» проводила работы по реконструкции моста, открытого в 1913 году, с заменой пролётных строений; в мае 2011 года реконструкция была завершена.

## История строительства

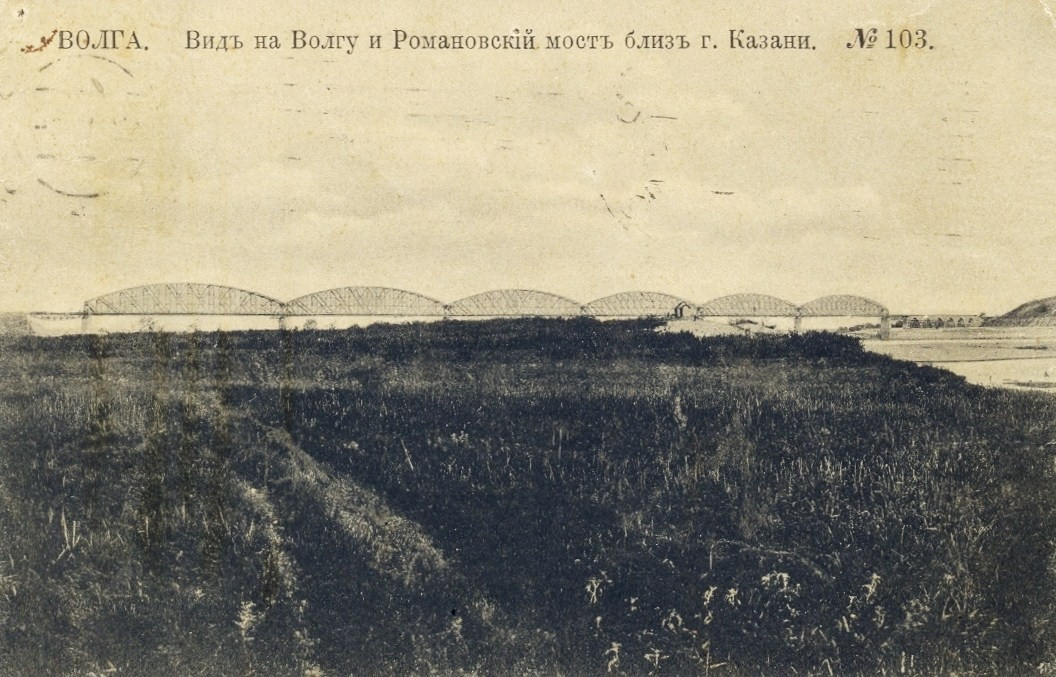
Вид на Волгу и Романовский мост (1910-е гг.)

- Сентябрь 1909 года — проведение торгов на сдачу работ по устройству мостовых опор для железнодорожного моста.
- 26 марта 1910 года — Николай II присваивает будущему мосту имя — «Романовский».
- Конец мая 1910 года — работа комиссии в Нижних Вязовых по выбору места строительства.
- Август — сентябрь 1910 года — начало подготовительных работ.
- 13 февраля 1911 года — официальное открытие работ по строительству.
- 22 ноября 1911 года — авария на строительстве моста из-за подвижки льда (предположительно до 200 погибших).
- 4 апреля 1912 года — размыв верхней и нижней защитных дамб на строительстве моста.
- 20 апреля 1912 года — падение фермы моста.
- 25 мая 1913 года — испытания моста, начало движения.
- 11 июля 1913 года — официальное открытие движения по Романовскому мосту.

## История моста
- Август-сентябрь 1918 года — в районе моста в ходе Гражданской войны шли бои между белыми и красными.
- Весна 1921 года — начало ремонта Романовского (Красного) моста.
- В 1950—1952 годах ниже по течению рядом с действующим Мостоотрядом № 1 Мостотреста построен второй мост; открытие движения по нему состоялось в январе 1957 года (чётное направление, перегон Зелёный Дол — Свияжск).
- 2005—2011 гг. — замена пролётных строений старого моста. Один из пролётов моста было решено сохранить и соорудить из него памятник мосту, однако этого так и не произошло. Последний дореволюционный пролёт был варварски разрушен летом 2011 года, а за памятник чиновники предложили считать его небольшие фрагменты[4].

## Фотографии

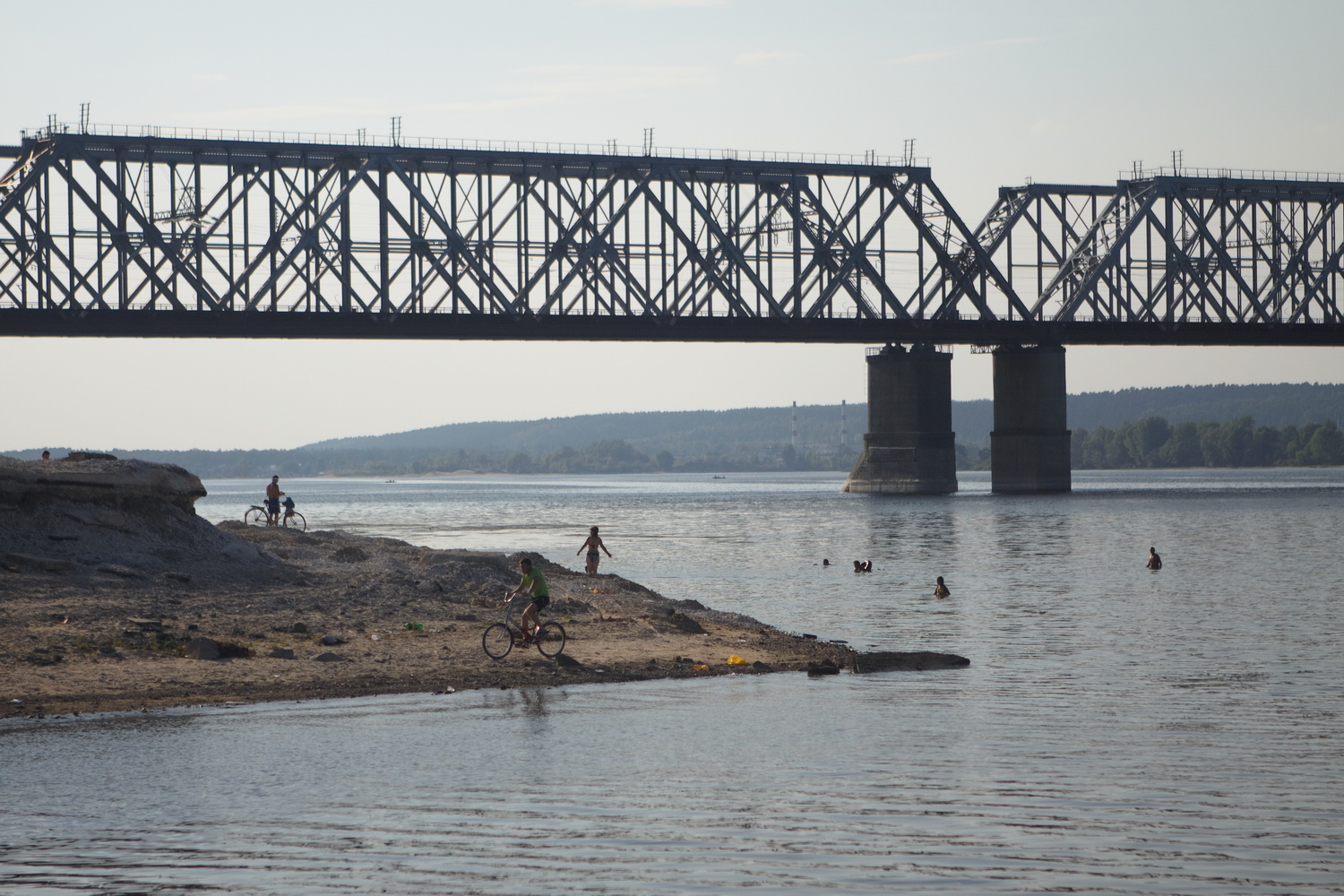
Мост от посёлка Нижние Вязовые
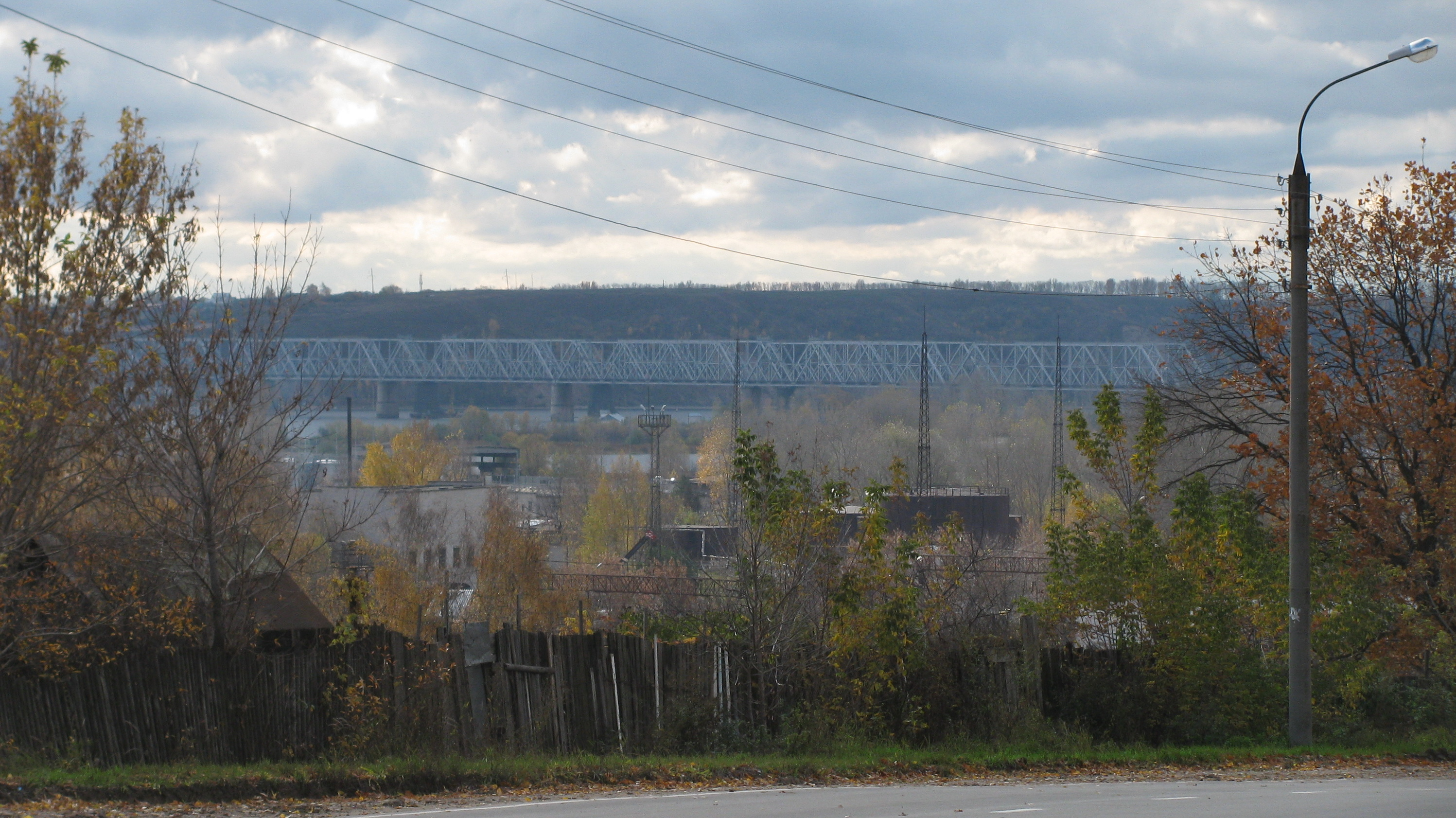
Вид на мост из Зеленодольска
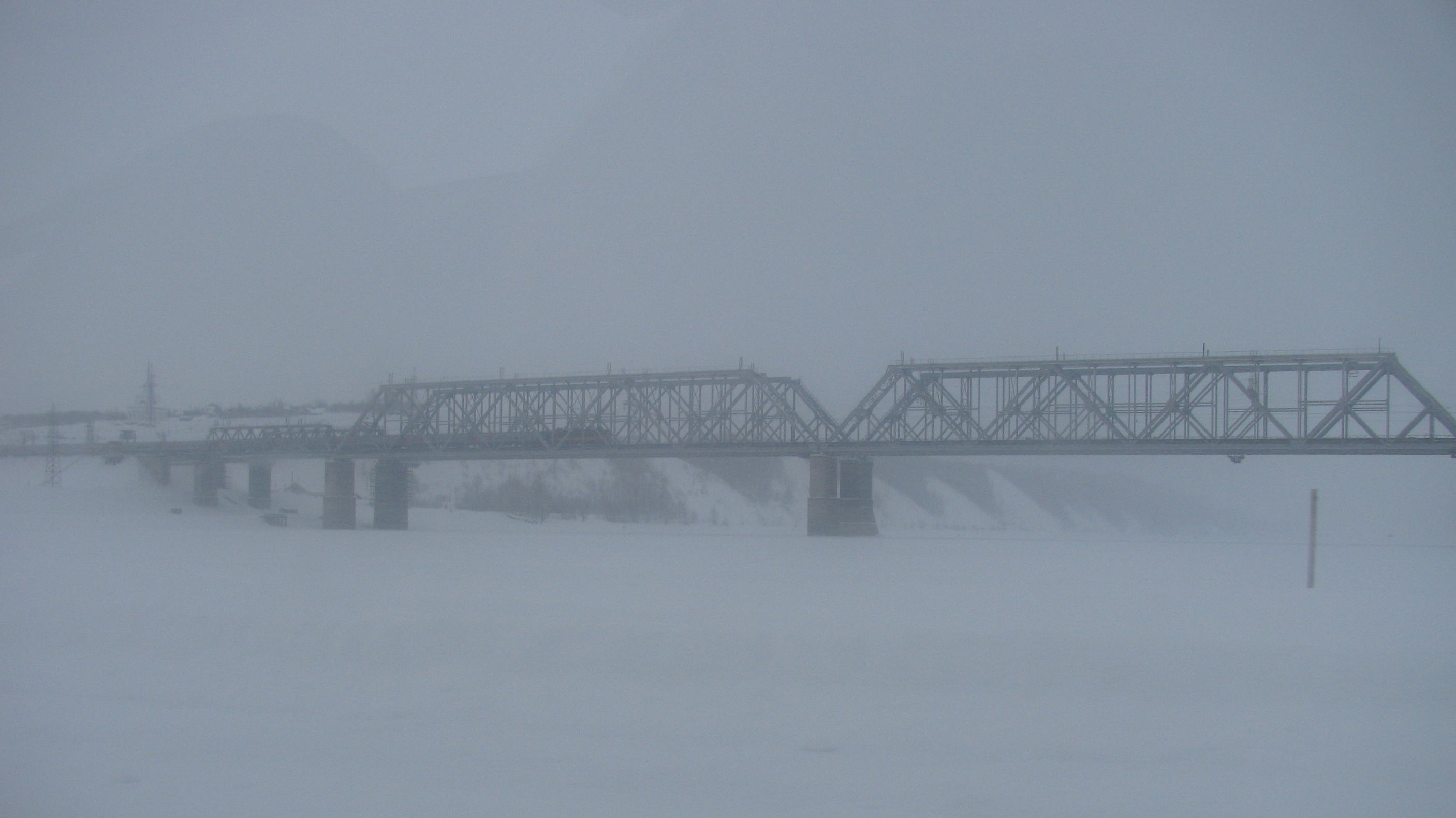
Вид на мост с ледовой переправы